# Шэньчжэнь Леопардс
«Шэньчжэнь Авиаторс» (кит. 深圳領航者, англ. Shenzhen Leopards) — китайский баскетбольный клуб, выступающий в Южном дивизионе Китайской баскетбольной ассоциации.

## История
Профессиональный баскетбольный клуб был основан в 2003 году, с 2004 года выступал в Национальной баскетбольной лиге. В дебютном сезоне стал чемпионом лиги и с 2005 года получил возможность выступать в Южной конференции Китайской баскетбольной ассоциации. В дебютном сезоне в КБА занял седьмое место и не принял участие в плей-офф. В сезоне 2007-08 годов впервые пришли победы над грандами китайского чемпионата — «Баи Рокетс» и «Гуандун Саузерн Тайгерс», а в итоге клуб занял пятое место, команда впервые приняла участие в плей-офф. В сезонах 2008, 2009 и 2011 годов команда доходила до полуфиналов. В сезоне 2010-11 годов команда заняла четвёртое место.

## Достижения
- Чемпион Национальной баскетбольной лиги: 2005
- Полуфиналист Китайской баскетбольной ассоциации: 2008, 2009, 2011

## Известные игроки
- Ли Мухао
- Чжан Кай
- Рональд Рэндольф
- Маркус Хэйслип
- / Джош Акогнон
- / Джексон Вроман